# Platyceratops
Platyceratops ist eine wenig bekannte Gattung der Vogelbeckensaurier (Ornithischia) aus Gruppe der Ceratopsia.
Von Platyceratops ist bislang nur ein schlecht erhaltener Schädel bekannt. Dieser ähnelte dem von Bagaceratops, war aber etwas größer. Auffallend war das vergleichsweise kurze Gesicht und das deutliche Horn auf dem Nasenbein. Wie bei allen Ceratopsia war die Schnauze zugespitzt, was eine selektive Nahrungsaufnahme ermöglichte. Dieser Dinosaurier war wie alle Ceratopsia Pflanzenfresser.
Die fossilen Überreste von Platyceratops stammen aus der Barun-Goyot-Formation in der mongolischen Provinz Ömnö-Gobi und wurden 2003 erstbeschrieben. Der Gattungsname leitet sich ab von den griechischen Wörtern platys (=„breit“) und keratops (=„Horngesicht“), einem häufigen Namensbestandteil der Ceratopsia. Typusart und einzig bekannte Art ist P. tatarinovi. Die Funde werden in die Oberkreide (spätes Santonium oder Campanium) auf ein Alter von 86 bis 72 Millionen Jahre datiert.
Systematisch wird Platyceratops als naher Verwandter von Bagaceratops eingeordnet und wird wie dieser entweder in die Protoceratopsidae oder in die Bagaceratopsidae eingeordnet. Nach Meinung mancher Forscher könnte es sich bei Platyceratops lediglich um ein Synonym von Bagaceratops handeln.